# Hongqi EH7
La Hongqi EH7 est une berline de luxe produite par le constructeur automobile chinois Hongqi.

## Présentation

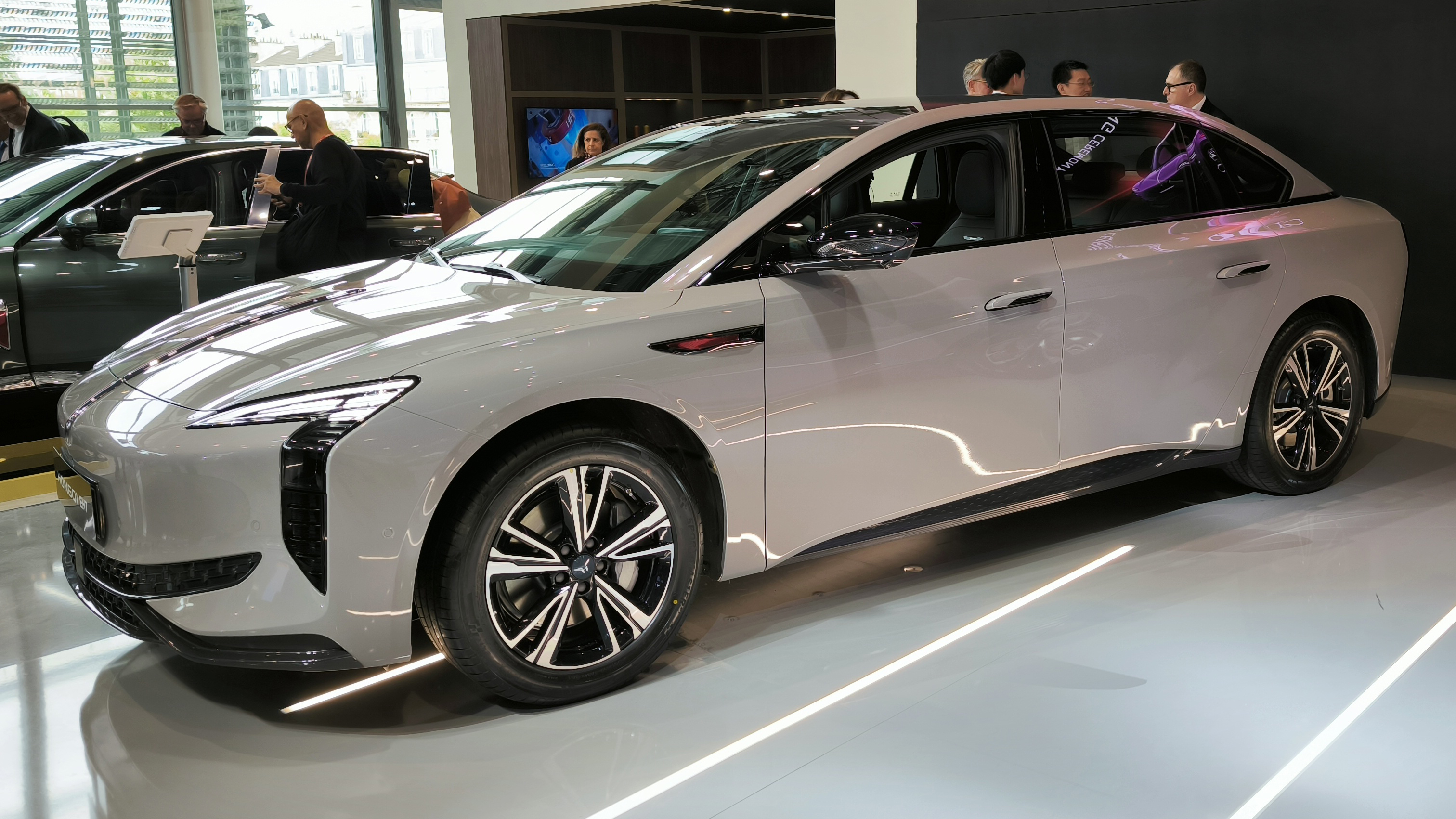
Hongqi EH7 au Mondial de l'Auto

La Hongqi EH7 est présentée au Mondial de l'automobile de Paris 2024.

## Caractéristiques techniques

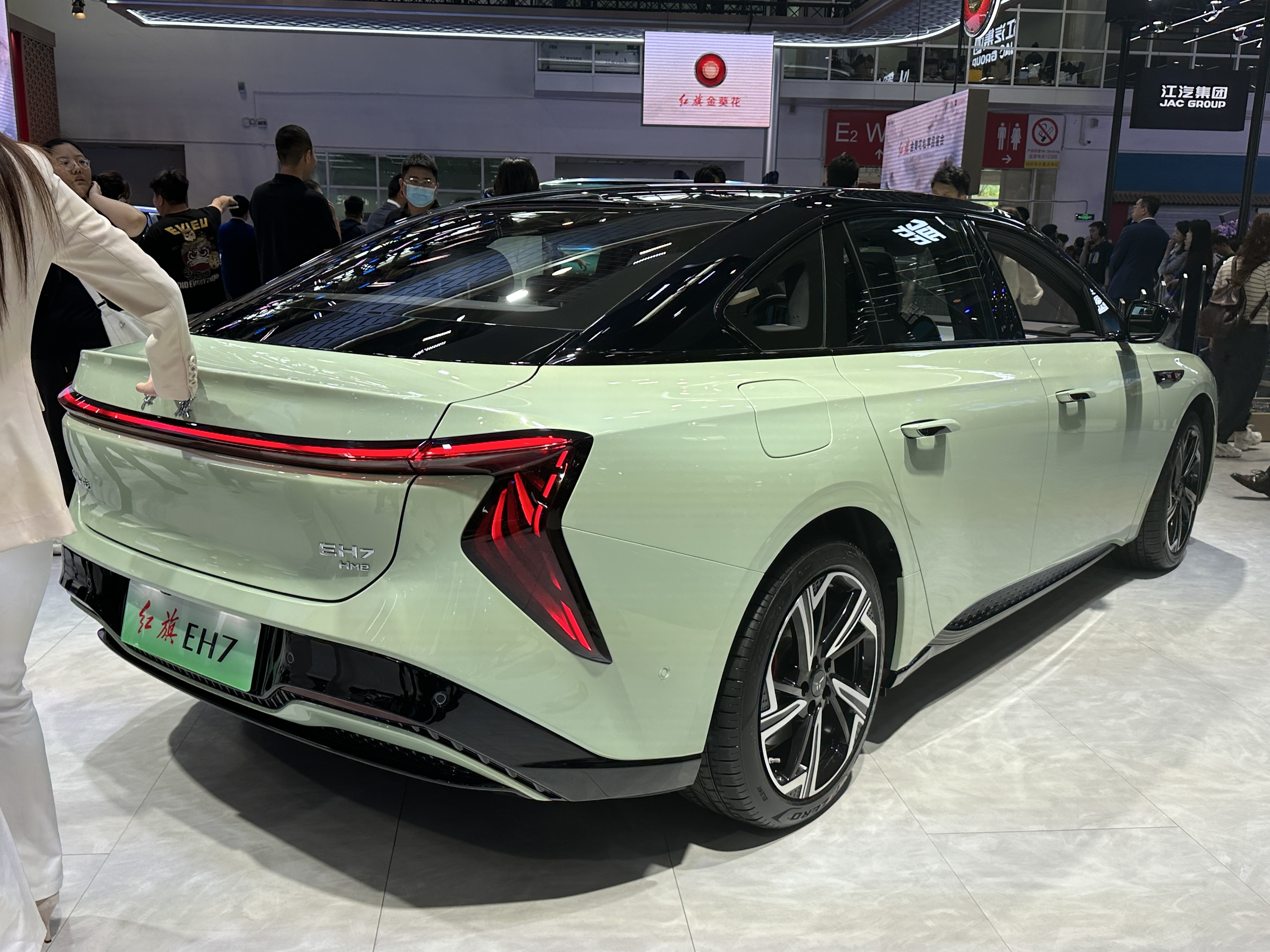
Vue arrière.

### Motorisations
L'Hongqi EH7 propulsion (RWD) est dotée d'un moteur électrique arrière de 253 kW (344 ch) et la version à transmission intégrale (AWD) ajoute un moteur avant 202 kW (275 ch) pour une puissance cumulée de 455 kW (619 ch).

### Batteries
L'EH7 est disponible avec trois capacités de batteries : 75, 85 ou 111 kWh avec une capacité de charge rapide jusqu'à 250 kW.